# Katerina Belkina
Katerina Belkina (Kujbisev, 1974. április 16. –) orosz fotográfus és festő. 

## Élete
Belkina művészcsaládban született, édesanyja is képzőművészettel foglalkozott. Tanulmányait 1989-ben kezdte a szamarai művészeti iskolában, majd a Petrov-Vodkin Művészeti Akadémián folytatta. 1994 és 1999 között a Fedorov Kiadónál dolgozott szintén Szamarában. 2000 és 2002 között kezdett el fotográfiát tanulni a Mihail Muszorin iskolájában, eközben tervezőgrafikusként dolgozott egy orosz tévécsatornánál. 
2007-ben Belkinát jelölték az orosz Kandinszkij-díjra, 2009-ben pedig részt vett az első Photo Biennálén a szentpétervári Márványpalotában, amelyet a Orosz Múzeum szervezett. 2011-ben részt vett a negyedik Moszkvai Képzőművészeti Biennálé programjában, amelynek kurátora Tatiana Kurtanova volt. 2015-ben elnyerte a Nemzetközi Lucas Cranach-díjat, 2016-ban pedig a Hasselblad Masters díjat egy önarcképével.
Belkina az Orosz Fotográfusok Szövetségének a tagja.

## Munkái
Fotográfiai munkájára nagy hatással volt a festészet, kifejezetten a portrék. Az elmúlt években főként a beállított önportrékra fókuszált. A "Paint" című sorozatában a festészeti és a fotográfiai elemeket kombinálta és újra értelmezte híres festők képeit. A „Hieroglyph” sorozata test töredékek kollázsából áll. Az "Empty Spaces" sorozat 2010/2011-ben készült. Itt rideg, városi látképek előtt állította be önmagát. 
Munkái megjelentek a Photo Art, Twill, Kunstbeeld.NL, Eyemazing, dem Monthly Art Magazine, der Fine Art Photo, Zebra, National Geographic és az orosz Gala magazinban is.

## Díjak
- 2007: Kandinsky Prize, Moszkva („Project of the Year“ jelölés)
- 2008: Art4.ru Museum Awards, Moszkva
- 2008: Px3 Photo Competition, Párizs (1., 2. és 3. helyezett különböző kategóriákban, a „Paint“ és a „Not a Man’s World“ sorozattal)
- 2008: Art Interview – International Online Artist Competition, Berlin (1. helyezett)
- 2010: Px3 Photo Competition, Párizs (1. helyezett „Portrait” kategóriában)
- 2012: IPA International Photography Awards, Los Angeles (1. helyezett „Fine Art, Collage”, „Fine Art, Portrait”, „People, Self-Portrait” and „Special, Digitally Enhanced” kategóriákban)[9]
- 2014: MIFA Moscow International Foto Awards, Moszkva (1. helyezett „Fine Art” kategóriában)
- 2015: International Lucas-Cranach-Preis Cranach-Alapítvány által (1. helyezett)[10]
- 2015: MIFA Moscow International Foto Awards, Moscow (1. helyezett két kategóriában)
- 2016: Hasselblad Masters Award (1. helyezett „Art” kategóriában)[11]

## Kiállítások (válogatás)
- 2010: Első Photo Biennale, Russian Museum, Márványpalota, Szentpétervár, Oroszország[3]
- 2008: „25 women I loved“ egyéni kiállítás, FotoLoft Galéria, Moszkva, Oroszország
- 2011: „Empty Spaces“ egyéni kiállítás a Fourth Moscow Biennale of Contemporary Art programjában, FotoLoft Galéria, Moszkva
- 2014: „Empty Spaces“, egyéni kiállítás, Duncan Miller Gallery, Santa Monica, USA[12]
- 2015: „The Sinner“, egyéni kiállítás, Being 3 Gallery, Peking, Kína

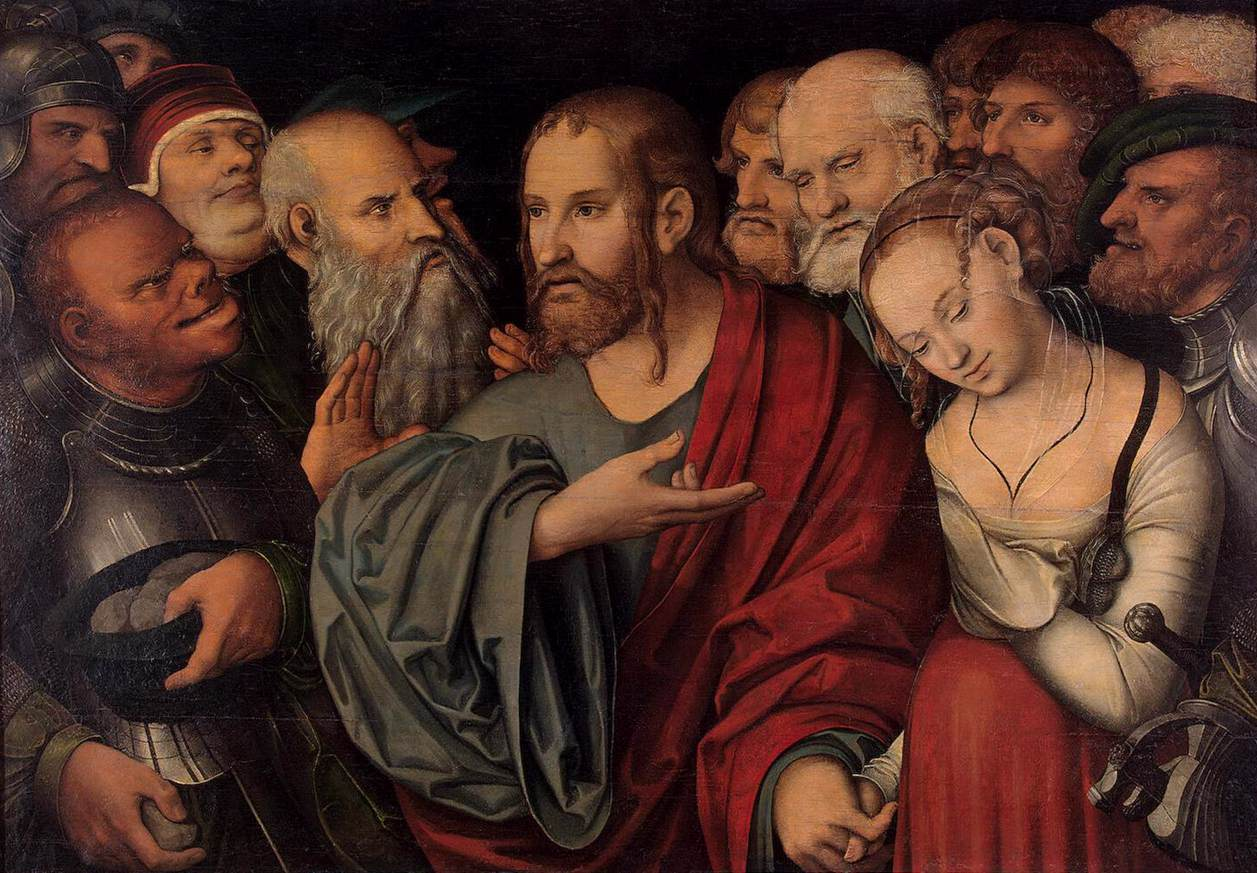
Lucas Cranach d. J. – Christ and the Woman Taken in Adultery szolgált modellként "The Sinner".

- 2015: „Cranach und die Moderne“, csoportos kiállítás, Stiftung Christliche Kunst Wittenberg
- 2016: „Humanism“, egyéni kiállítás, CreArte Studio, Oderzo, Olaszország [13]
- 2016: „Paint“, egyéni kiállítás, Faur Zsófi Galéria, Budapest
- 2021: "Dream Walkers and Magic Things", Faur Zsófi Galéria, Budapest